# Grotte aux points d'Aiguèze
La grotte aux points d'Aiguèze, appelée grotte Yves jusqu'en 1993, est une grotte ornée du Paléolithique supérieur située sur la commune d'Aiguèze, dans le département du Gard, en Occitanie.

## Situation
La grotte se trouve dans les gorges de l'Ardèche, sur la rive droite (côté sud), à 7,7 km en amont de la grotte Chabot et 10 km en amont d'Aiguèze en suivant le cours de la rivière,. Elle est presque en face de la structure rocheuse appelée « la Cathédrale ».
Elle s'ouvre à 95 m d’altitude sous une saillie de la falaise calcaire. On peut s'en approcher en empruntant une boucle de sentier partant du GR 4.

## Historique
Elle est appelée « grotte Yves » jusqu'à l'authentification des signes peints par Jean Clottes en 1995 et son classement comme monument historique la même année.
Son porche a servi d'abri-bergerie, dont il reste un muret en pierres sèches. Plus à l'intérieur, des activités d’extraction ont été exercées probablement entre la fin du XVIe et la seconde moitié du XIXe siècle.
Lors d’une sortie spéléologique le 7 novembre 1993, Éliette Brunel, Jean-Marie Chauvet et Christian Hillaire repèrent des signes peints à l’ocre rouge dans les parties profondes de la cavité (un an avant la découverte en décembre 1994 des peintures de la grotte Chauvet à 15 km en amont ou 7,6 km à vol d'oiseau).
Depuis 2011, cette grotte ornée fait l'objet (aux côtés de la grotte des Deux-Ouvertures, de la grotte de la Tête du Lion et de la grotte Huchard) de recherches pluridisciplinaires dans le cadre du projet "Datation Grottes Ornées" (DGO) sous la direction de Julien Monney,.

## Description
Son porche, qui s'ouvre plein nord, est plutôt bas : seulement 3 m de hauteur ; sa largeur est de 13 m. C'est une « grotte-couloir », qui s'étend sur 108 m de longueur, au trajet orienté d'abord nord-sud puis est-ouest (pour le détail de la topographie et autres caractéristiques, voir plus bas dans la section Cartographie).
Les activités d’extraction du XVIe au XIXe siècle ont encombré le sol de débris et de remblais formant des talus importants. Elles ont considérablement modifié la morphologie des volumes préexistants, ce qui complique d’autant la compréhension de l’espace et de son utilisation préhistorique.

## Art pariétal
Son ornementation pariétale, exclusivement rouge, présente de fortes affinités stylistiques avec l'ornementation des premières salles de la grotte Chauvet (signes bilobés, points-paumes, etc.).
Le bestiaire inclut trois bouquetins, un cheval et un bison. Les peintures comprennent en outre de nombreuses traces de couleur rouge, un tracé angulaire, deux signes bilobés semblables à ceux de la grotte Chauvet, et 59 ponctuations rouges.

### Particularité des empreintes de mains: les dermatoglyphes
Les empreintes de mains préhistoriques sont assez fréquentes dans les grottes ornées (Chauvet, Arcy, Gargas, el Castillo, las Manos, etc). Mais celles de la grotte aux Points présentent la particularité de posséder une importante série de dermatoglyphes, reconnus pour tels seulement en 2002 grâce aux sillons palmaires, ceci bien que ces taches de peintures aient été reconnues comme empreintes de paume dès 1998 à la suite de celles de la grotte Chauvet.
Des traces papillaires palmaires (équivalents des empreintes digitales pour les paumes de mains) ont été identifiées sur plusieurs empreintes de paume ocrées (ou « points-paumes ») laissées contre les parois au Paléolithique supérieur. Ces dermatoglyphes ont fait l'objet d'une analyse chiroscopique,. Ce sont uniquement des empreintes de mains droites.

## Protection
La grotte est inscrite au titre des Monuments historiques depuis le 29 mai 1995. Un nouvel arrêté de classement du 18 novembre 2024 se substitue à l'arrêté d'inscription de 1995. 
Elle n'est pas ouverte à la visite.